# Illuminate (Album)
Illuminate (englisch für „Beleuchten“) ist das zweite Studioalbum des kanadischen Sängers und Songwriters Shawn Mendes. Es erschien im September 2016 bei Island Records.

## Entstehung und Veröffentlichung
Die Erstveröffentlichung von Illuminate erfolgte am 23. September 2016 bei Island Records. Das Album erschien in seiner Originalausführung als CD (Katalognummer: 06025 5707784) und LP (Katalognummer: 06025 5708413) sowie zum Download und Streaming (Katalognummer: 06025 5708013) mit zwölf Titeln. Am gleichen Tag erschien auch ein sogenanntes „Deluxe Softpack“ mit einem 16-seitigen Begleitheft (Katalognummer: 06025 5707789) sowie eine Deluxeversion als CD, Download und Streaming, die um drei Bonustitel erweitert wurde (Katalognummer: 06025 5707788). Am 12. Mai 2017 erschien die sogenannte „New Deluxe Edition“, die im Vergleich zur herkömmlichen Deluxeversion um den Titel There’s Nothing Holdin’ Me Back erweitert wurde (Katalognummer: 006025 57611076).
Geschrieben wurden alle Lieder vom Interpreten selbst, die meisten zusammen mit Teddy Geiger und Scott Harris. Zudem wurde das Trio beim Schreibprozess von weiteren, wechselnden Koautoren unterstützt. Der größte Teil der Produktion erfolgte unter der Leitung von Jake Gosling, der neun von zwölf Titel der Standversion produzierte.

## Titelliste

### Original
| #  | Titel             | Autor(en)                                                                 | Produzent(en)              | Länge |
| -- | ----------------- | ------------------------------------------------------------------------- | -------------------------- | ----- |
| 1  | Ruin              | Scott Harris, Ido Zmishlany, Shawn Mendes, Geoff Warburton, Zubin Thakkar | Jake Gosling               | 4:02  |
| 2  | Mercy             | Teddy Geiger, Ilsey Juber, Danny Parker, Shawn Mendes                     | Teddy Geiger, Jake Gosling | 3:28  |
| 3  | Treat You Better  | Teddy Geiger, Scott Harris, Shawn Mendes                                  | Teddy Geiger, Dan Romer    | 3:08  |
| 4  | Three Empty Words | Scott Harris, Shawn Mendes, Geoff Warburton                               | Jake Gosling               | 3:19  |
| 5  | Don't Be A Fool   | Scott Harris, Shawn Mendes, Geoff Warburton                               | Jake Gosling               | 3:35  |
| 6  | Like This         | Laleh Pourkarim, Gustaf Thörn, Shawn Mendes                               | Laleh Pourkarim            | 3:06  |
| 7  | No Promises       | Teddy Geiger, Scott Harris, Shawn Mendes                                  | Teddy Geiger               | 2:46  |
| 8  | Lights On         | Scott Harris, Shawn Mendes, Geoff Warburton                               | Jake Gosling               | 3:21  |
| 9  | Honest            | Scott Harris, Shawn Mendes, Geoff Warburton                               | Jake Gosling               | 3:19  |
| 10 | Patience          | Teddy Geiger, Scott Harris, Shawn Mendes                                  | Jake Gosling               | 2:55  |
| 11 | Bad Reputation    | Scott Harris, Shawn Mendes, Geoff Warburton                               | Jake Gosling               | 3:18  |
| 12 | Understand        | Teddy Geiger, Scott Harris, Shawn Mendes, Geoff Warburton                 | Jake Gosling               | 5:01  |
|    | Deluxe Edition    |                                                                           |                            |       |
| 13 | Hold On           | Scott Harris, Shawn Mendes, Geoff Warburton                               | Jake Gosling               | 3:20  |
| 14 | Roses             | Tom Hull, Shawn Mendes, Tobias Jesso                                      | Jake Gosling               | 3:52  |
| 15 | Mercy (Acoustic)  | Teddy Geiger, Ilsey Juber, Danny Parker, Shawn Mendes                     | Teddy Geiger, Jake Gosling | 3:39  |

### New Deluxe Edition
| #  | Titel                           | Autor(en)                                                                 | Produzent(en)              | Länge |
| -- | ------------------------------- | ------------------------------------------------------------------------- | -------------------------- | ----- |
| 1  | There’s Nothing Holdin’ Me Back | Teddy Geiger, Scott Harris, Shawn Mendes, Geoff Warburton                 | Teddy Geiger               | 3:19  |
| 2  | Ruin                            | Scott Harris, Ido Zmishlany, Shawn Mendes, Geoff Warburton, Zubin Thakkar | Jake Gosling               | 4:02  |
| 3  | Mercy                           | Teddy Geiger, Ilsey Juber, Danny Parker, Shawn Mendes                     | Teddy Geiger, Jake Gosling | 3:28  |
| 4  | Treat You Better                | Teddy Geiger, Scott Harris, Shawn Mendes                                  | Teddy Geiger, Dan Romer    | 3:08  |
| 5  | Three Empty Words               | Scott Harris, Shawn Mendes, Geoff Warburton                               | Jake Gosling               | 3:19  |
| 6  | Don't Be A Fool                 | Scott Harris, Shawn Mendes, Geoff Warburton                               | Jake Gosling               | 3:35  |
| 7  | Like This                       | Laleh Pourkarim, Gustaf Thörn, Shawn Mendes                               | Laleh Pourkarim            | 3:06  |
| 8  | No Promises                     | Teddy Geiger, Scott Harris, Shawn Mendes                                  | Teddy Geiger               | 2:46  |
| 9  | Lights On                       | Scott Harris, Shawn Mendes, Geoff Warburton                               | Jake Gosling               | 3:21  |
| 10 | Honest                          | Scott Harris, Shawn Mendes, Geoff Warburton                               | Jake Gosling               | 3:19  |
| 11 | Patience                        | Teddy Geiger, Scott Harris, Shawn Mendes                                  | Jake Gosling               | 2:55  |
| 12 | Bad Reputation                  | Scott Harris, Shawn Mendes, Geoff Warburton                               | Jake Gosling               | 3:18  |
| 13 | Understand                      | Teddy Geiger, Scott Harris, Shawn Mendes, Geoff Warburton                 | Jake Gosling               | 5:01  |
|    | Deluxe Edition                  |                                                                           |                            |       |
| 14 | Hold On                         | Scott Harris, Shawn Mendes, Geoff Warburton                               | Jake Gosling               | 3:20  |
| 15 | Roses                           | Tom Hull, Shawn Mendes, Tobias Jesso                                      | Jake Gosling               | 3:52  |
| 16 | Mercy (Acoustic)                | Teddy Geiger, Ilsey Juber, Danny Parker, Shawn Mendes                     | Teddy Geiger, Jake Gosling | 3:39  |

## Singleauskopplungen
| Jahr | Titel                           | Höchstplatzierung, Gesamtwochen, AuszeichnungChartplatzierungen (Jahr, Titel, , Platzierungen, Wochen, Auszeichnungen, Anmerkungen) | Höchstplatzierung, Gesamtwochen, AuszeichnungChartplatzierungen (Jahr, Titel, , Platzierungen, Wochen, Auszeichnungen, Anmerkungen) | Höchstplatzierung, Gesamtwochen, AuszeichnungChartplatzierungen (Jahr, Titel, , Platzierungen, Wochen, Auszeichnungen, Anmerkungen) | Höchstplatzierung, Gesamtwochen, AuszeichnungChartplatzierungen (Jahr, Titel, , Platzierungen, Wochen, Auszeichnungen, Anmerkungen) | Höchstplatzierung, Gesamtwochen, AuszeichnungChartplatzierungen (Jahr, Titel, , Platzierungen, Wochen, Auszeichnungen, Anmerkungen) | Höchstplatzierung, Gesamtwochen, AuszeichnungChartplatzierungen (Jahr, Titel, , Platzierungen, Wochen, Auszeichnungen, Anmerkungen) | Anmerkungen                                                 |
| Jahr | Titel                           | DE | AT | CH | UK | US | CA | Anmerkungen                                                 |
| ---- | ------------------------------- | --- | --- | --- | --- | --- | --- | ----------------------------------------------------------- |
| 2016 | Treat You Better                | DE4 ×3Dreifachgold · (36 Wo.)DE | AT4 ×2Doppelplatin · (33 Wo.)AT | CH12 (39 Wo.)CH | UK6 ×3Dreifachplatin · (38 Wo.)UK                                                                                                   | US6 ×7Siebenfachplatin · (39 Wo.)US                                                                                                 | CA6 ×7Siebenfachplatin · (30 Wo.)CA                                                                                                 | Erstveröffentlichung: 3. Juni 2016 Verkäufe: + 13.773.333   |
| 2016 | Mercy                           | DE16 Platin · (27 Wo.)DE | AT8 ×2Doppelplatin · (23 Wo.)AT | CH4 (27 Wo.)CH | UK15 ×2Doppelplatin · (28 Wo.)UK | US15 ×5Fünffachplatin · (32 Wo.)US                                                                                                  | CA18 ×7Siebenfachplatin · (24 Wo.)CA                                                                                                | Erstveröffentlichung: 19. August 2016 Verkäufe: + 9.388.333 |
| 2017 | There’s Nothing Holdin’ Me Back | DE5 ×3Dreifachgold · (34 Wo.)DE | AT3 ×2Doppelplatin · (29 Wo.)AT | CH8 (42 Wo.)CH | UK4 ×3Dreifachplatin · (32 Wo.)UK                                                                                                   | US6 ×6Sechsfachplatin · (34 Wo.)US                                                                                                  | CA3 ×7Siebenfachplatin · (35 Wo.)CA                                                                                                 | Erstveröffentlichung: 17. April 2017 Verkäufe: + 12.403.333 |

## Kommerzieller Erfolg

### Chartplatzierungen
| ChartsChartplatzierungen       | Höchstplatzierung | Wochen |
| ------------------------------ | ----------------- | ------ |
| Deutschland (GfK)              | 2 (… Wo.)         | …      |
| Kanada (MC)                    | 1 (… Wo.)         | …      |
| Österreich (Ö3)                | 1 (18 Wo.)        | 18     |
| Schweiz (IFPI)                 | 2 (35 Wo.)        | 35     |
| Vereinigte Staaten (Billboard) | 1 (141 Wo.)       | 141    |
| Vereinigtes Königreich (OCC)   | 3 (67 Wo.)        | 67     |

| ChartsJahrescharts (2016)      | Platzierung |
| ------------------------------ | ----------- |
| Deutschland (GfK)              | 87          |
| Vereinigte Staaten (Billboard) | 128         |
| Vereinigtes Königreich (OCC)   | 66          |

| ChartsJahrescharts (2017)      | Platzierung |
| ------------------------------ | ----------- |
| Vereinigte Staaten (Billboard) | 22          |
| Vereinigtes Königreich (OCC)   | 73          |

| ChartsJahrescharts (2018)      | Platzierung |
| ------------------------------ | ----------- |
| Vereinigte Staaten (Billboard) | 98          |

### Auszeichnungen für Musikverkäufe
| Land/Region                  | Auszeichnungen für Musikverkäufe (Land/Region, Auszeichnung, Verkäufe) | Verkäufe  |
| ---------------------------- | ---------------------------------------------------------------------- | --------- |
| Australien (ARIA)            | Platin                                                                 | 70.000    |
| Belgien (BRMA)               | 3× Platin                                                              | 90.000    |
| Brasilien (PMB)              | Platin                                                                 | 40.000    |
| Dänemark (IFPI)              | 5× Platin                                                              | 100.000   |
| Deutschland (BVMI)           | Gold                                                                   | 100.000   |
| Finnland (IFPI)              | Platin                                                                 | 20.000    |
| Frankreich (SNEP)            | Platin                                                                 | 100.000   |
| Italien (FIMI)               | Platin                                                                 | 50.000    |
| Kanada (MC)                  | 6× Platin                                                              | 480.000   |
| Mexiko (AMPROFON)            | 5× Gold                                                                | 150.000   |
| Neuseeland (RMNZ)            | 4× Platin                                                              | 60.000    |
| Niederlande (NVPI)           | Platin                                                                 | 40.000    |
| Norwegen (IFPI)              | Gold                                                                   | 15.000    |
| Österreich (IFPI)            | Platin                                                                 | 15.000    |
| Philippinen (PARI)           | 2× Platin                                                              | 30.000    |
| Polen (ZPAV)                 | 3× Platin                                                              | 60.000    |
| Portugal (AFP)               | Gold                                                                   | 7.500     |
| Schweden (IFPI)              | 2× Platin                                                              | 60.000    |
| Schweiz (IFPI)               | 2× Platin                                                              | 40.000    |
| Singapur (RIAS)              | 2× Platin                                                              | 10.000    |
| Spanien (Promusicae)         | Gold                                                                   | 20.000    |
| Vereinigte Staaten (RIAA)    | 2× Platin                                                              | 2.000.000 |
| Vereinigtes Königreich (BPI) | Platin                                                                 | 300.000   |
| Insgesamt                    | 5× Gold · 41× Platin ·                                                 | 3.867.500 |

Hauptartikel: Shawn Mendes/Auszeichnungen für Musikverkäufe